# 2B25 Gall
2B25 Gall (rusky 2Б25 «Галл» podle indexu GRAU) je ruský přenosný pěchotní 82 mm minomet vyvinutý Ústředním výzkumným ústavem Burevěstnik z Nižního Novgorodu a poprvé představený v roce 2011 na zbraňovém veletrhu MILEX-2011. Zbraň váží do 13 kg a k její obsluze jsou potřeba dva vojáci. Minimální dostřel je 100 metrů, maximální pak 1,2 km.
Zvláštností Gallu je jeho bezhlučnost, respektive výrazné snížení příznaků střelby: hluku, dýmu a záblesku. Toho je dosaženo speciální konstrukcí hlavně a užitím unikátní miny typu 3VO35, která kromě prachové náplně obsahuje i válcový píst, což při výstřelu minimalizuje odhalení pozice zbraně.
Je předpokládána malosériová produkce. Zároveň se ví, že ÚVÚ Burevěstnik minomet modernizuje s cílem prodloužit dostřel.

Nevýhodami 2B25 jsou malý dostřel a nutnost používat speciální munici.